# Reptile (film)
Reptile är en amerikansk kriminal- och dramafilm från 2023, regisserad av Grant Singer efter manus av Singer, Benjamin Brewer och Benicio Del Toro. Filmen hade premiär den 30 september 2023 på strömningstjänsten Netflix.

## Handling
Filmen utspelar sig i New England och kretsar kring den tuffa polisen Nichols som försöker reda ut sanningen kring ett mord på en fastighetsmäklare.

## Rollista (i urval)
- Benicio del Toro - Tom Nichols
- Justin Timberlake - Will Grady
- Alicia Silverstone - Judy Nichols
- Michael Pitt - Eli Phillips
- Ato Essandoh - Dan Cleary
- Domenick Lombardozzi - Wally
- Karl Glusman - Sam Gifford
- Matilda Lutz - Summer Elswick
- Mike Pniewski - Marty Graeber
- Thad Luckinbill - Peter
- Sky Ferreira - Renee
- Owen Teague - Rudy Rackozy
- Frances Fisher - Camille Grady
- Eric Bogosian - Robert Allen
- Catherine Dyer - Deena Allen
- James Devoti - Bennett Rosoff
- Michael Beasley - Victor